# RollerCoaster Tycoon
RollerCoaster Tycoon — це відеогра-симулятор менеджменту та будування 1999 року, розроблена Крісом Сойєром і видана Hasbro Interactive. Була випущена для Windows, а пізніше портована на Xbox компанією Frontier Developments у 2003 році. Це перша гра в серії RollerCoaster Tycoon.
RollerCoaster Tycoon отримала два пакети розширення: Added Attractions (випущений у США як Corkscrew Follies) у 1999 та Loopy Landscapes у 2000 році. Також було випущено два спеціальні видання: RollerCoaster Tycoon Gold / Totally Roller Coaster у 2002 році, яке містило оригінальну гру, Added Attractions / Corkscrew Follies і Loopy Landscapes; та RollerCoaster Tycoon Deluxe у 2003 році, яке містило Gold-вміст а також більше дизайнів для різних настроюваних атракціонів.

## Ігровий процес
Метою гри є завершення серії заданих сценаріїв шляхом успішного будівництва та обслуговування парків розваг та володіння бізнесом як підприємця-власника парку розваг. Гравці можуть обирати з десятків типів американських гірок, а також будувати водні гірки, каруселі, бампер кари, кімнати страху, картинги, оглядові колеса, кораблі-гойдалки та інші атракціони.

Скріншот, із зображенням водної гірки

Гравець може винаймати робітників для підмітання доріжок, вивезення сміття, поливу квітів та стрижки газонів; механіків для огляду та ремонту атракціонів; охоронців для запобігання вандалізму в парку; і аніматорів для розваги гостей. Географію та ландшафт парку можна змінювати, гравцю дозволено опускати/підіймати рельєф і додавати воду, для покращення привабливості парку, та щоб атракціони легше вписувалися в навколишнє середовище. Гравці також повинні збалансувати потреби відвідувачів, стратегічно розміщуючи кіоски з їжею, вбиральні та інформаційні кіоски.
Гравець також має можливість створювати власні дизайни американських гірок та інших атракціонів, викладаючи окремі частини колії, обираючи напрямок, висоту та крутизну, а також додаючи такі елементи, як невагомі спуски, вертикальні кільця, вертикальні петлі та навіть фотографії з атракціонів, використовуючи плиткову систему будівництва.

## Розробка
Шотландський геймдизайнер Кріс Сойєр випустив Transport Tycoon у 1994 році, і витратив час на роздуми над тим, що зробити для її продовження. Частину прибутку, отриманого від Transport Tycoon, він витратив на подорожі Європою та Сполученими Штатами, які включали відвідування тематичних парків з американськими гірками. Хоча Сойєр казав, що раніше ненавидів американські гірки, він полюбив їх під час цих поїздок, і відтоді став ентузіастом американських гірок і покатався щонайменше на 700 гірках. На основі цих поїздок Сойєр вирішив створити симулятор американських гірок, що дало йому часткове виправдання продовжувати відвідувати тематичні парки для «дослідження» американських гірок. Протягом більшої частини розробки гра мала називатися White Knuckle (Білий Кулак). Однак, дотримуючись традиції ігор серії Tycoon, гру було перейменовано відповідним чином.
Гру розробляли в маленькому селі поблизу Данблейна протягом двох років. Сойєр написав 99 % коду для RollerCoaster Tycoon мовою асемблера x86 для Microsoft Macro Assembler, а решта один відсоток написаний на C. Графіка була розроблена художником Саймоном Фостером з використанням декількох програм для 3D-моделювання, рендерингу та малювання. Спочатку Сойєр залучив сім'ю та друзів для тестування гри, а потім звернувся до видавця, компанії Hasbro, з проханням допомогти у проведенні більш масштабного тестування багів та зворотного зв'язку.

## Реліз
Реліз гри вперше відбувся в Північній Америці 22 березня 1999 року.

### Пакети доповнень
Для Roller Coaster Tycoon було випущено два пакети доповнень, кожен з яких містить нові атракціони, об'єкти та сценарії. Перший пакет, Added Attractions, відомий у Північній Америці як Corkscrew Follies, був випущений у листопаді 1999 року. Другий пакет, Loopy Landscapes, був випущений у вересні 2000 року. Пакет не потребує Added Attractions, оскільки диск уже містить увесь вміст із розширення.

### Перевидання
У вересні 2001 року Infogrames Europe випустила збірку під назвою Totally RollerCoaster, яка включала базову гру та пакет Loopy Landscapes на окремих дисках.
У 2002 році збірка базової гри та обох доповнень в одній коробці RollerCoaster Tycoon Gold була випущена Infogrames у Північній Америці. Вона була перевидана у 2003 році як RollerCoaster Tycoon Deluxe, яка містила увесь вміст Gold на одному диску.
Пізніше Deluxe було випущено на платформах цифрового розповсюдження, таких як GOG.com і Steam, а в липні 2014 року ці версії було оновлено, для додавання локалізації європейськими мовами, які раніше були доступні як окремі роздрібні версії.

### Xbox-порт
У 2003 році також була випущена версія для Xbox, яка була розроблена Frontier Developments і видана Infogrames Interactive. Загалом зміст порту був ідентичним до оригінальної версії для ПК, і містив обидва пакети розширення з елементами керування, адаптованими для контролера.

## Сприйняття
| Агрегатор    | Оцінка        |
| ------------ | ------------- |
| GameRankings | (PC) 88%      |
| Metacritic   | (XBOX) 62/100 |

| Видання                    | Оцінка                  |
| -------------------------- | ----------------------- |
| AllGame                    | (PC)                    |
| Eurogamer                  | (PC) 8/10               |
| Game Informer              | (XBOX) 2/10             |
| GamePro                    | (PC) 9/10               |
| GameRevolution             | (PC) A                  |
| GameSpot                   | (PC) 8.6/10 (XBOX) 7/10 |
| IGN                        | (PC) 8.5/10 (XBOX) 6/10 |
| PC Gamer (Велика Британія) | (PC) 91/100             |

Алан Данкін з GameSpot назвав гру «ще одним цікавим симулятором менеджменту від Кріса Сойєра». Він високо оцінив власні назви для всіх об'єктів у парку та реалістичні звукові ефекти, що точно відтворюють реальні звуки. Однак йому не сподобалася обмежена швидкість гри, мотивуючи це тим, що «коли ви намагаєтеся керувати своїм новітнім парком розваг, час спливає, можливо, швидше, ніж вам хотілося б». Він також критикував обмежену кількість сценаріїв і неможливість гравця створювати власні. Джейсон Бейтс з IGN також назвав гру веселою. Він писав, що створення власних атракціонів може займати тривалий час і спочатку дуже розчаровуватиме, а гравцям доведеться платити занадто багато грошей за такі завдання, як зміна рівнів землі, перестановка дерев і будівництво доріжок, поки вони розробляють свої американські гірки. Однак, щойно гравці навчилися це робити, "ви отримаєте багато гордості від того, що спроєктуєте якийсь божевільний, закручений штопор, який в'ється між озерами і кіосками з хот-догами, пофарбуєте його в яскравий неоновий рожевий і помаранчевий колір і дасте йому ім'я на кшталт «Блювотник». А потім, коли діти почнуть шикуватися в чергу за квитками по 5 доларів, ви будете готові почати відкладати гроші на наступну «безглузду феєрію». Бен Сільверман із Game Revolution підкреслив графічний стиль гри: «Характер гри просто не вимагає вигадливої графіки, і, на щастя, все йде гладко. Рівень деталізації дуже крутий, від зеленолицього гостя якого нудить і до намету, що прокручує назву атракціону на вході». Він також похвалив нескінченну кількість можливостей у проєктуванні американських гірок, а також величезну кількість специфічних деталей, таких як розташування кіосків з їжею, на яких гравець повинен і може зосередитися у своєму парку, з єдиною незначною критикою — «недбалим» інтерфейсом.
Гері Енґ Уолк з Entertainment Weekly, який оцінив гру на A, назвав її «Буквально, захоплюючою літньою поїздкою», а в 2003 році журнал розмістив RollerCoaster Tycoon на 68 місці у своєму списку «100 найкращих відеоігор». Аарон Кертіс з Los Angeles Times високо оцінив гру, сказавши, що вона «достатньо проста, щоб насолоджуватися нею одразу після виходу з коробки, але достатньо складна, щоб тижнями радувати навіть найбільш одержимого планувальника парків».

## Спадщина
Після RollerCoaster Tycoon та її пакетів доповнень вийшло кілька продовжень: RollerCoaster Tycoon 2, RollerCoaster Tycoon 3, RollerCoaster Tycoon 3D, RollerCoaster Tycoon 4 Mobile і RollerCoaster Tycoon World. Особливості гри разом із RollerCoaster Tycoon 2 були включені в RollerCoaster Tycoon Classic у 2017 році.
Деяким створеним користувачами американським гіркам вдавалось привернути увагу ЗМІ після публікації їх зображень на різних іміджбордах і в соціальних мережах.